# Black Celebration (album)
Black Celebration este al cincilea album de studio al trupei Depeche Mode.

## Remasterizarea din 2007
Albumul a fost remasterizat în 2007 și relansat cu un DVD bonus.

## Ediții și conținut

### Ediții originale
Ediții comerciale în Marea Britanie
- cat.# STUMM 26 (album pe disc de vinil de 12", lansat de Mute)

cat.# DM LP 5 (album pe disc de vinil de 12", album remasterizat, lansat de Mute), lansat la 2 aprilie 2007, reeditare
- cat.# C STUMM 26 (album pe casetă audio, lansat de Mute)

Ediție comercială în Japonia
- cat.# P-13279 (album pe disc de vinil de 12", lansat de Sire)

fața A:
1. "Black Celebration" (Album Version) - 4:57
2. "Fly On The Windscreen (Final) - 5:19
3. "A Question Of Lust" (Single Version) - 4:21
4. "Sometimes" (Album Version) - 1:53
5. "It Doesn't Matter Two" (Album Version) - 2:49

fața B:
1. "A Question Of Time" (Album Version) - 4:09
2. "Stripped" (Album Version) - 4:17
3. "Here Is The House" (Album Version) - 4:16
4. "World Full Of Nothing" (Album Version) - 2:47
5. "Dressed In Black" (Album Version) - 2:32
6. "New Dress" (Album Version) - 3:42

### Edițiile pe CD (în Marea Britanie și Japonia)
Aceste ediții conțin trei piese bonus, care nu se află pe ediția originală de pe disc vinil de 12".
Ediție comercială în Marea Britanie
- cat.# CD STUMM 26 (album pe CD, lansat de Mute)

Ediții comerciale în Japonia
- cat.# 32XD-437 (album pe CD, lansat de Alfa Records)
- cat.# ALCB-64 (album pe CD, lansat de Alfa Records), lansat în 1986, reeditare
- cat.# PCCY-00578 (album pe CD, lansat de Pony Canyon), lansat în 1986, reeditare
- cat.# 	TOCP-3289 (album pe CD, lansat de Toshiba - EMI), lansat în 1986, reeditare

1. "Black Celebration" (Album Version) - 4:57
2. "Fly On The Windscreen" (Final) - 5:19
3. "A Question Of Lust" (Single Version) - 4:22
4. "Sometimes" (Album Version) - 1:54
5. "It Doesn't Matter Two" (Album Version) - 2:51
6. "A Question Of Time" (Album Version) - 4:09
7. "Stripped" (Album Version) - 4:17
8. "Here Is The House" (Album Version) - 4:16
9. "World Full Of Nothing" (Album Version) - 2:48
10. "Dressed In Black" (Album Version) - 2:34
11. "New Dress" (Album Version) - 3:42
12. "Breathing In Fumes" (Single Version) - 6:07 (bonus track)
13. "But Not Tonight" (Extended Remix) - 5:13 (bonus track)
14. "Black Day" (Single Version) - 2:36 (bonus track)

### Ediția americană pe CD
În locul celor trei piese bonus se află piesa "But not tonight". Versiunea de pe această ediție este aproximativ la fel cu cea de pe single-ul britanic, numai că sunetul este mai clar, mai limpede, fără ecou. "A question of time" are repetat la început sunetul puternic care se aude pe ediția britanică. "Stripped" nu are la început sunetului motorului de Porsche de pe ediția britanică.
Ediție comercială în SUA
- cat.# 9 25429-2 (album pe CD, lansat de Sire), lansat la 31 martie 1986

1. "Black Celebration" (Album Version) - 4:55
2. "Fly On The Windscreen (Final) - 5:18
3. "A Question Of Lust" (Single Version) - 4:20
4. "Sometimes" (Album Version) - 1:53
5. "It Doesn't Matter Two" (Album Version) - 2:50
6. "A Question Of Time" (Album Version, cu dublu intro) - 4:10
7. "Stripped" (Album Version, fără sunetul de motor) - 4:16
8. "Here Is The House" (Album Version) - 4:15
9. "World Full Of Nothing" (Album Version) - 2:50
10. "Dressed In Black" (Album Version) - 2:32
11. "New Dress" (Album Version) - 3:42
12. "But not tonight" (Single Version, sunet mai clar) - 4:16

### Edițiile americane pe vinil (12") și pe casetă audio (MC)
Edițiiile sunt identice cu corespondentul britanic al fiecăreia, numai că au în plus "But not tonight", care în SUA a fost lansat ca single în locul piesei "Stripped".
Ediții comerciale în SUA
- cat.# 25429-1 (album pe disc de vinil de 12", lansat de Sire), lansat la 31 martie 1986
- cat.# 25429-4 (album pe casetă audio, lansat de Sire), lansat la 31 martie 1986

fața A:
1. "Black Celebration" (Album Version) - 4:57
2. "Fly On The Windscreen (Final) - 5:19
3. "A Question Of Lust" (Single Version) - 4:21
4. "Sometimes" (Album Version) - 1:53
5. "It Doesn't Matter Two" (Album Version) - 2:49

fața B:
1. "A Question Of Time" (Album Version) - 4:09
2. "Stripped" (Album Version) - 4:17
3. "Here Is The House" (Album Version) - 4:16
4. "World Full Of Nothing" (Album Version) - 2:47
5. "Dressed In Black" (Album Version) - 2:32
6. "New Dress" (Album Version) - 3:42
7. "But not tonight" (Single Version) - 4:16

### Ediția remasterizată pe CD
Îi lipsesc cele trei piese bonus de pe ediția originală.
Ediție comercială în Marea Britanie
cat.# CDX STUMM 26 (album pe CD, album remasterizat, lansat de Mute), lansat la 26 martie 2007
1. "Black Celebration" (Album Version) - 4:57
2. "Fly On The Windscreen (Final) - 5:19
3. "A Question Of Lust" (Single Version) - 4:22
4. "Sometimes" (Album Version) - 1:54
5. "It Doesn't Matter Two" (Album Version) - 2:51
6. "A Question Of Time" (Album Version) - 4:09
7. "Stripped" (Album Version) - 4:17
8. "Here Is The House" (Album Version) - 4:16
9. "World Full Of Nothing" (Album Version) - 2:48
10. "Dressed In Black" (Album Version) - 2:34
11. "New Dress" (Album Version) - 3:42

### Ediția remasterizată cu bonus DVD (SACD/CD+DVD)
DVD-ul conține albumul în format 5.1 format, câteva piese adiționale luate din single-urile extrase de pe albumul inițial și un documentar; piesele sunt în fapt b-side-urile single-urilor și "extra tracks" din varianta originală. Piesele adiționale și documentarul nu sunt în format 5.1, ci în format PCM Stereo.
Ediție comercială în Marea Britanie
- cat.# DM CD 5 (album pe SACD+DVD, lansat de Mute, album remasterizat), lansat la 26 martie 2007, reeditare

Ediție comercială în SUA
- cat.# <lipsește momentan> (album pe CD+DVD, lansat de Sire/Reprise/Rhino), lansat la 20 martie 2007

SACD (în Marea Britanie) / CD (în SUA):
1. "Black Celebration" (Album Version) - 4:57
2. "Fly On The Windscreen (Final) - 5:19
3. "A Question Of Lust" (Single Version) - 4:22
4. "Sometimes" (Album Version) - 1:54
5. "It Doesn't Matter Two" (Album Version) - 2:51
6. "A Question Of Time" (Album Version) - 4:09
7. "Stripped" (Album Version) - 4:17
8. "Here Is The House" (Album Version) - 4:16
9. "World Full Of Nothing" (Album Version) - 2:48
10. "Dressed In Black" (Album Version) - 2:34
11. "New Dress" (Album Version) - 3:42

DVD:
1. "Black Celebration" (Album Version) - 4:57
2. "Fly On The Windscreen (Final) - 5:19
3. "A Question Of Lust" (Single Version) - 4:22
4. "Sometimes" (Album Version) - 1:54
5. "It Doesn't Matter Two" (Album Version) - 2:51
6. "A Question Of Time" (Album Version) - 4:09
7. "Stripped" (Album Version) - 4:17
8. "Here Is The House" (Album Version) - 4:16
9. "World Full Of Nothing" (Album Version) - 2:48
10. "Dressed In Black" (Album Version) - 2:34
11. "New Dress" (Album Version) - 3:42
12. "Black Celebration" (Live in Birmingham, aprilie 1986)
13. "A Question of Time" (Live in Birmingham, aprilie 1986)
14. "Stripped" (Live in Birmingham, aprilie 1986)
15. "Shake the Disease" (Single Version), additional track - 4:48
16. "Flexible" (Single Version), additional track - 3:11
17. "It's Called a Heart" (Single Version), additional track - 3:50
18. "Fly on the Windscreen" (Single Version), additional track - 5:05
19. "But not tonight" (Single Version), additional track - 4:16
20. "Breathing in Fumes" (Single Version), additional track - 6:06
21. "Black Day" (Single Version), additional track - 2:37
22. "Christmas Island" (Single Version), additional track - 4:51
23. "Depeche Mode: 1985-1986" (The songs aren't good enough, there aren't any singles and it'll never get played on the radio) - xx:xx

## Single-uri

### În Marea Britanie
1. "Stripped" (10 Februarie 1986)
2. "A Question of Lust" (14 Aprilie 1986)
3. "A Question of Time" (11 August 1986)

### În SUA
1. "A Question of Lust" (28 Mai 1986)
2. "A Question of Time" (2 Septembrie 1986)
3. "But not tonight (22 Octombrie 1986)